# Riddim
 (septembre 2009).
Si vous disposez d'ouvrages ou d'articles de référence ou si vous connaissez des sites web de qualité traitant du thème abordé ici, merci de compléter l'article en donnant les références utiles à sa vérifiabilité et en les liant à la section « Notes et références ».

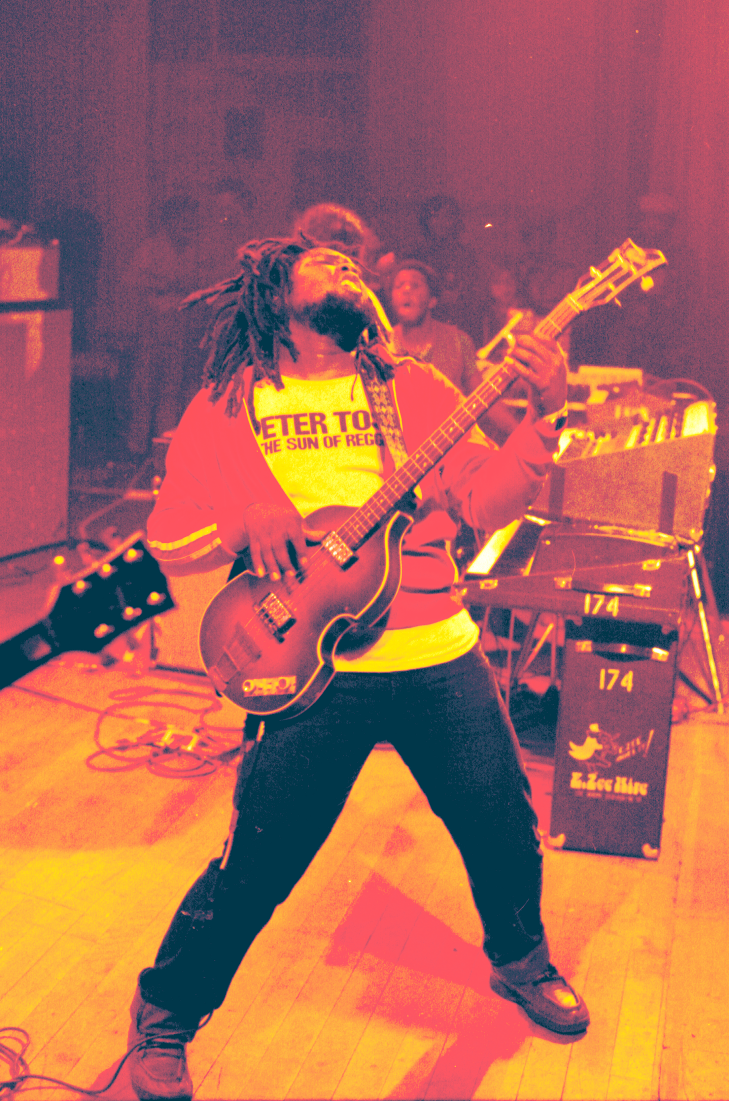
Robbie shakspeare jouant un morceau reggae à riddim

Un riddim est une séquence musicale formant la base d'une chanson. Souvent joué par la basse ou le clavier, il a pour particularité d'être ré-utilisé de multiples fois. Ainsi la séquence musicale à la base des deux chansons Stir It Up de Bob Marley et Love So Nice de Junior Kelly.

## Définition
Le terme riddim, déformation de l'anglais rhythm (« rythme »), provient du patois jamaïcain. Les riddims sont les principales composantes musicales des chansons populaires jamaïcaines. À tout moment, dix à quinze riddims sont largement utilisés dans les enregistrements de dancehall, mais seuls deux ou trois d'entre eux sont les now ting (c'est-à-dire les derniers riddims que tout le monde doit enregistrer s'il veut qu'ils soient joués dans la danse ou à la radio). Dans les spectacles de dancehall, on dit de ceux dont le timing est en phase avec le rythme qu'ils « montent sur le riddim ».

## Caractéristiques
Un riddim est traditionnellement nommé par le titre du premier morceau à l'utiliser, cependant la plupart des séries actuelles (un lot de deux à dix 45 tours sort en même temps sur le même riddim avec des chanteurs et deejays différents) nomment leurs riddims avec le titre phare de cette série, aucun des morceaux ne pouvant être considéré comme étant le « premier » de la série. L'histoire peut être bien plus complexe avec par exemple le Billie Jean riddim, nommé ainsi car ayant servi de support à l'artiste Shinehead pour y chanter la chanson de Michael Jackson. La mélodie n'a rien à voir avec celle du tube de Jackson, mais le riddim porte le même titre. Cette ligne de basse vient du titre Safari de Lloyd Charmers and the Hippy Boys (en fait une partie des futurs Wailers), lui-même une reprise du Get a Lick de Bumps Oakley pour Studio One.
Un riddim peut aussi porter le nom du morceau qui l'a inspiré, par exemple le Johnny Too Bad Riddim porte le nom du morceau Johnny Too Bad sorti par les Slickers. En réalité, avant que les riddims dancehall n'apparaissent, il y avait les riddims roots. Sleng Teng, le premier riddim reggae/dancehall hardcore, marquait la naissance du raggamuffin en 1985 et la disparition du rub-a-dub. Bien au fil des ans, le riddim dancehall évolue, en passant du reggae (exemple : Sleng Teng Riddim, Golden Hen Riddim) au dancehall moderne (exemple : Bam Bam Riddim, Bookshelf Riddim). Les riddims dancehall de nos jours sont composés par des beatmakers solo ou en groupe. 

## Riddim dubstep
Le terme riddim désigne aussi couramment la riddim dubstep, sous-genre musical du dubstep d'où son nom vient de cette technique, utilisant des basses répétitives.